# Louis Henri, Thân vương xứ Condé
Louis Henri Joseph de Bourbon (13 tháng 4 năm 1756 – 30 tháng 8 năm 1830) là Thân vương xứ Condé từ năm 1818 cho đến khi qua đời. Ông là anh rể của Louis Philippe II xứ Orléans và là cháu trai của Victoire de Rohan.
Ông là thành viên của Nhà Bourbon, vương tộc đang cai trị nước Pháp. Khi sinh ra đời đã giữ tôn hiệu prince du sang và phong cách Serene Highness và nhận tước hiệu Công tước xứ Enghien và Lãnh chúa xứ Chantully, năm 16 tuổi ông được nhận thêm tước vị Công tước xứ Bourbon. Sau khi kế vị cha mình giữ tước hiệu Hoàng thân xứ Condé, ông nhận được phong cách Royal Highness.
Ngày 27/8/1830, người ta phát hiện Louis Henri đã chết với một sợi dây quanh cổ nhưng chân vẫn ở trên mặt đất. Nhiều tin đồn và thuyết âm mưu đã xoay quanh cái chết của ông, trong đó, người ta nghi ngờ có sự tham gia của vị vua dang tại nhiệm của Pháp là Louis-Philippe I.

## Cuộc sống đầu đời
Louis Henri là con trai duy nhất của Louis Joseph, Thân vương xứ Condé với người vợ đầu tiên của ông là Charlotte de Rohan, con gái của Charles de Rohan, Thân vương xứ Soubise. Ông là thành viên của Nhà Bourbon trị vì nước Pháp, và ngay sau khi sinh ra đời ông đã nhận tước Prince du sang (hoàng thân) và được hưởng phong cách Serene Highness trước khi tiếp nhận tước hiệu Thân vương xứ Condé của cha mình, ông được gọi là Công tước xứ Enghien và sau đó là Công tước xứ Bourbon. Khi kế vị cha mình, ông được nhận phong cách Royal Highness.

## Hôn nhân và lưu vong
Vào ngày 24 tháng 4 năm 1770, ông kết hôn với Bathilde d'Orléans, người con gái duy nhất còn sống của Louis Philippe d'Orléans, Công tước xứ Orléans và Louise Henriette de Bourbon. Cặp đôi đã kết hôn tại nhà nguyện ở Cung điện Versailles và là hậu duệ của Vua Louis XIV ở cùng một mức độ, bà cố nội của họ là chị em gái, cả 2 đều là con gái của Madame de Montespan. Năm 1772, người con trai duy nhất của họ là Louis Antoine, Công tước xứ Enghien, chào đời. Vào tháng 3 năm 1778, em trai út của Vua Louis XVI là Bá tước xứ Artois (Vua Charles X của Pháp tương lai), đã tấn công vợ mình tại một vũ hội hóa trang, khiến Louis Henri phải thách đấu tay đôi với anh ta; "họ gặp nhau vào sáng sớm tại Bois de Boulogne, cuộc chiến đã dừng lại sau khi Công tước làm Charles bị thương ở tay". Mặc dù hai người đã hòa giải vào năm 1779, nhưng cuộc hôn nhân không mấy hạnh phúc và vào năm 1780, cặp đôi đã ly thân. Louis không bao giờ tái hôn.
Không lâu sau đó, Louis Henri bắt đầu mối quan hệ công khai với ca sĩ Opera Paris là Marguerite “Mimi” Michelot, và họ có hai cô con gái ngoài giá thú, một trong số đó là Adèle, đã kết hôn với Bá tước de Reuilly. Trong Cách mạng Pháp, Louis Henri đã cùng cha lưu vong ở Vương quốc Anh và sống sót sau cuộc thanh trừng của Nhà Bourbon ở Pháp, khiến Vua Louis XVI và vợ là Hoàng hậu Marie Antoinette bị xử chém, cùng nhiều người khác.
Năm 1804, con trai ông là Louis Antoine, Công tước xứ Enghien, đã bị bắt cóc ở Đức theo lệnh của Napoleon và bị hành quyết trong hào nước của Château de Vincennes với cáo buộc bịa đặt về tội phản quốc. Công tước xứ Enghien đã kết hôn với Charlotte Louise de Rohan chưa đầy hai tháng và không có con.
Louis Henri đã cùng cha trở về Pháp sau thất bại của Hoàng đế Napoleon năm 1814, và cả hai đều lấy lại được tài sản và địa vị hoàng gia. Khi cha qua đời năm 1818, ông đã nhận tước hiệu Thân vương xứ Condé.

## Phục vị
Trong quá trình phục vị của Vương tộc Bourbon năm 1814, Louis Henri với tư cách là Công tước xứ Bourbon, đã được lấy tên để đặt cho Trung đoàn Kỵ binh nhẹ Bourbon số 8 (8ème Régiment de Chasseurs à Cheval de Bourbon). Tuy nhiên, sau khi Hoàng đế Napoleon trở lại ngai vàng vào tháng 3 năm 1815, trung đoàn đã gia nhập Hoàng quyền của Napoleon và ông lưu vong sang Bỉ. Trong Quân đoàn Bộ binh, Hoàng thân được phong làm Đại tá của Bộ binh nhẹ và tên của ông được đặt cho Trung đoàn Bộ binh Bourbon được thành lập thông qua việc sáp nhập Trung đoàn Bộ binh 9 (9ème Régiment d'Infanterie de Ligne) và Tiểu đoàn 2 và 7 của Trung đoàn Bộ binh nhẹ 37 (37ème Régiment d'Infanterie Légère). Trung đoàn này cũng đã gia nhập Hoàng quyền của Napoleon sau khi ông trở về từ Elba vào tháng 3 năm 1815.

## Phục vị lần hai

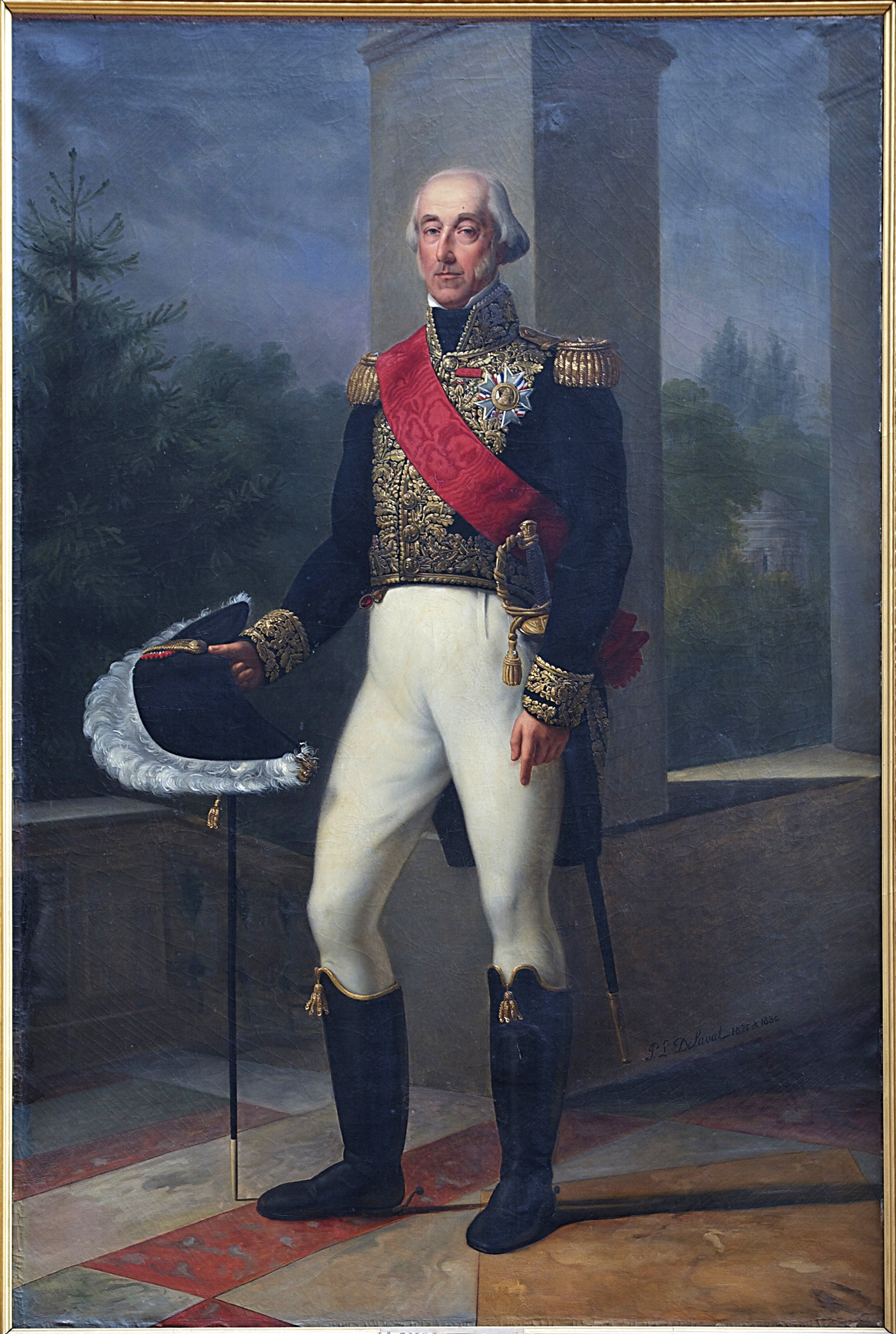
Chân dung của Pierre Louis Delaval, Musée Condé của Chantilly, Pháp

Khi lưu vong vào năm 1811, Công tước xứ Bourbon đã làm quen với Sophia Dawes hay Daw, một hầu gái trong nhà thổ ở Piccadilly, tại một nhà thổ ở Đảo Wight. Ông đã sắp xếp cho cô và mẹ của cô ở London trong một ngôi nhà trên phố Gloucester. Ở đó, cô đã trải qua một chương trình giáo dục dành cho giới quý tộc.
Sau khi Bourbon phục hoàng lần 2 vào năm 1815, Louis Henri đã đưa cô đến Paris và sắp xếp một cuộc hôn nhân cho cô với Nam tước Adrien Victor de Feucheres, một sĩ quan trong đội cận vệ hoàng gia. Việc này được thực hiện để Sophia có thể gia nhập xã hội quý tộc Pháp. Tuy nhiên, trong quá trình lập giấy phép kết hôn, Sophia đã nói dối về một số chi tiết. Nam tước xứ Feucheres, người trở thành phụ tá của công tước, đã tin rằng Sophia là con gái ruột của Louis Henri II trong nhiều năm. Khi phát hiện ra sự thật, ông đã ly thân với vợ và trình báo sự việc cho Vua Louis XVIII về mối quan hệ thực sự giữa Louis Henri và Sophia. Nhà vua đã cấm Sophia vào triều đình.
Để trả thù, Sophia đã tiếp cận người đứng đầu Nhà Orléans là Louis-Philippe, Công tước xứ Orleans, và thông qua ông ta, bà đã gia nhập vào xã hội quý tộc. Đổi lại, bà đồng ý sử dụng ảnh hưởng của mình đối với Louis Henri II đang già đi để ông lập di chúc, lập con trai của Louis Philippe là Henri d'Orléans, Công tước xứ Aumale, là người thừa kế chính của Thân vương xứ Conti. Sophia đã được nhận 2 triệu franc cho những đóng góp của bà trong vấn đề này. Vị vua Bourbon mới là Charles X của Pháp, cuối cùng đã chấp nhận cho bà trở lại triều đình. Sophia một lần nữa được xã hội quý tộc Pháp coi là chấp nhận được. Bà thậm chí còn có thể sắp xếp cuộc hôn nhân của một cháu gái với một cháu trai của Hoàng thân Talleyrand.
Lúc này, Louis Henri đang cố gắng thoát khỏi người tình đã chi phối cuộc sống của ông. Vào mùa hè năm 1830, ông trở về nhà mình ở St. Leu. Ở đó, ông nghe nói về Cách mạng tháng Bảy. Sophia ngay lập tức bắt tay vào việc thuyết phục ông công nhận chế độ quân chủ mới của Vương tộc Orléans.

## Cái chết đáng ngờ

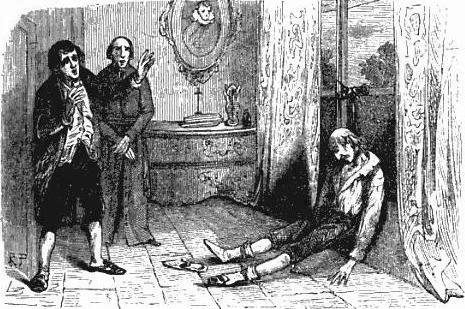
Finding The Prince. Gravure extraite de lHistoire de Louis-Philippe Ier roi des Français, 1847

Vào ngày 27 tháng 8 năm 1830, Louis Henri được phát hiện đã chết với một sợi dây thừng quấn quanh cổ nhưng chân vẫn chạm đất; mặc dù ban đầu có nghi ngờ đây là vụ án giết người, với sự liên đới của Sophie, một cuộc điều tra đã được tiến hành và chính thức tuyên bố cái chết của ông là tự tử. Có tin đồn rằng vị vua mới của Pháp là Louis-Philippe, đã thông đồng với Sophia trong vụ án này, vì họ lo sợ rằng bà và con trai của Louis Phillippe là Aumale - những người thừa kế theo di chúc của Condé - có thể bị Thân vương tước quyền thừa kế. Sau đó, có tin đồn lan truyền trong giới quý tộc rằng Thân vưỡng Condé đã chết khi đang tự thỏa mãn tình dục, tham gia vào hành vi sau này các nhà tâm lý gọi là Erotic asphyxiation. Vì không có đủ bằng chứng để chứng minh rằng ông đã bị sát hại, nên Sophia đã không bị truy tố, mặc dù bà đã tham gia vào vụ kiện tụng liên quan đến quyền thừa kế trong nhiều năm sau đó.
Có một số khía cạnh trong mối quan hệ giữa Sophia và Thân vương Conde có thể đã truyền cảm hứng cho tiểu thuyết Hội chợ phù hoa của William Makepeace Thackeray, đặc biệt liên quan đến nhân vật Becky Sharp và sự liên quan của cô trong cái chết của Joseph Sedley. Với cái chết của Louis Henri, dòng dõi Bourbon-Condé đã tuyệt tự và kết thúc; đất đai và sự giàu có của ông được chuyển cho con nuôi của ông là Công tước xứ Aumale. Cha của công tước là Vua Louis Philippe, là người thừa kế theo luật phong kiến của Conti và Condé, là cháu trai của Louise Henriette de Bourbon, con gái của Louise Élisabeth de Bourbon, em gái của ông nội Louis Henri II.

## Hậu duệ

Huy hiệu của Louis Henri

1. Louis Antoine de Bourbon, Công tước xứ Enghien (2 tháng 8 năm 1772 – 21 tháng 3 năm 1804); mất mà không có con.

Các con ngoài giá thú;
1. Adélaïde “Adele” de Bourbon (10 tháng 11 năm 1780 – 26 tháng 5 năm 1874); được gọi là Mademoiselle de Bourbon: con của Marguerite Michelot. Bà kết hôn lần đầu vào năm 1803 với Patrice Gabriel Bernard de Montessus, bá tước de Reuilly, và lần thứ hai vào ngày 24 tháng 6 năm 1833 với Guy Eugène Victor, hầu tước de Chaumont-Quitry. Không có con.
2. Louise Charlotte Aglaé de Bourbon (10 tháng 9 năm 1782 – 1831); con của Marguerite Michelot. Chưa kết hôn.
3. Con gái* (sinh tháng 12 năm 1817, sống được vài ngày); không hợp pháp với Sophie Harris.
4. Con trai* (chết lưu vào tháng 5 năm 1819); là con ngoài giá thú với Sophie Harris.

## Tổ tiên
| \| \| \| \| \| \| \| \| \| \| \| 8. Louis III, Thân vương xứ Condé \| \| \| \| \| \| \| \| \| \| \| \| \| \| \| \| \| \| \| \| \| \| \| \| \| \| \| \| \| \| \| \| \| \| \| \| \| \| \| \| \| \| \| \| \| \| \| \| \| \| \| 4. Louis Henri, Công tước xứ Bourbon \| \| \| \| \| \| \| \| \| \| \| \| \| \| \| \| \| \| \| \| \| \| \| \| \| \| \| \| \| \| \| \| \| \| \| \| \| \| \| \| \| \| \| \| \| \| \| \| \| \| \| \| \| \| \| \| \| \| \| \| 9. Louise Françoise de Bourbon \| \| \| \| \| \| \| \| \| \| \| \| \| \| \| \| \| \| \| \| \| \| \| \| \| \| \| \| \| \| \| \| \| \| \| \| \| \| \| \| \| \| \| \| \| \| \| \| \| \| \| \| \| \| \| \| \| \| \| \| 2. Louis Joseph, Thân vương xứ Condé \| \| \| \| \| \| \| \| \| \| \| \| \| \| \| \| \| \| \| \| \| \| \| \| \| \| \| \| \| \| \| \| \| \| \| \| \| \| \| \| \| \| \| \| \| \| \| \| \| \| \| \| \| \| \| \| \| \| \| \| 10. Ernst II Leopold xứ Hessen-Rotenburg \| \| \| \| \| \| \| \| \| \| \| \| \| \| \| \| \| \| \| \| \| \| \| \| \| \| \| \| \| \| \| \| \| \| \| \| \| \| \| \| \| \| \| \| \| \| \| \| \| \| \| \| \| \| \| \| \| \| \| \| 5. Caroline xứ Hessen-Rotenburg \| \| \| \| \| \| \| \| \| \| \| \| \| \| \| \| \| \| \| \| \| \| \| \| \| \| \| \| \| \| \| \| \| \| \| \| \| \| \| \| \| \| \| \| \| \| \| \| \| \| \| \| \| \| \| \| \| \| \| \| 11. Eleonore of Löwenstein-Wertheim \| \| \| \| \| \| \| \| \| \| \| \| \| \| \| \| \| \| \| \| \| \| \| \| \| \| \| \| \| \| \| \| \| \| \| \| \| \| \| \| \| \| \| \| \| \| \| \| \| \| \| \| \| \| \| \| \| \| \| \| 1. Louis Henri de Bourbon \| \| \| \| \| \| \| \| \| \| \| \| \| \| \| \| \| \| \| \| \| \| \| \| \| \| \| \| \| \| \| \| \| \| \| \| \| \| \| \| \| \| \| \| \| \| \| \| \| \| \| \| \| \| \| \| \| \| \| \| 12. Jules, Thân vương thứ 3 xứ Soubise \| \| \| \| \| \| \| \| \| \| \| \| \| \| \| \| \| \| \| \| \| \| \| \| \| \| \| \| \| \| \| \| \| \| \| \| \| \| \| \| \| \| \| \| \| \| \| \| \| \| \| \| \| \| \| \| \| \| \| \| 6. Charles, Thân vương xứ Soubise \| \| \| \| \| \| \| \| \| \| \| \| \| \| \| \| \| \| \| \| \| \| \| \| \| \| \| \| \| \| \| \| \| \| \| \| \| \| \| \| \| \| \| \| \| \| \| \| \| \| \| \| \| \| \| \| \| \| \| \| 13. Anne Julie de Melun \| \| \| \| \| \| \| \| \| \| \| \| \| \| \| \| \| \| \| \| \| \| \| \| \| \| \| \| \| \| \| \| \| \| \| \| \| \| \| \| \| \| \| \| \| \| \| \| \| \| \| \| \| \| \| \| \| \| \| \| 3. Charlotte de Rohan \| \| \| \| \| \| \| \| \| \| \| \| \| \| \| \| \| \| \| \| \| \| \| \| \| \| \| \| \| \| \| \| \| \| \| \| \| \| \| \| \| \| \| \| \| \| \| \| \| \| \| \| \| \| \| \| \| \| \| \| 14. Emmanuel Théodose de La Tour d'Auvergne \| \| \| \| \| \| \| \| \| \| \| \| \| \| \| \| \| \| \| \| \| \| \| \| \| \| \| \| \| \| \| \| \| \| \| \| \| \| \| \| \| \| \| \| \| \| \| \| \| \| \| \| \| \| \| \| \| \| \| \| 7. Anne Marie Louise de La Tour d'Auvergne \| \| \| \| \| \| \| \| \| \| \| \| \| \| \| \| \| \| \| \| \| \| \| \| \| \| \| \| \| \| \| \| \| \| \| \| \| \| \| \| \| \| \| \| \| \| \| \| \| \| \| \| \| \| \| \| \| \| \| \| 15. Anne Marie Christiane de Simiane \| \| \| \| \| \| \| \| \| \| \| \| \| \| \| \| \| \| \| \| \| \| \| \| \| \| \| \| \| \| \| \| \| \| \| \| \| \| \| \| \| \| \|Lưu ý: Anne Julie de Melun ở trên là em gái của Louis de Melun, Công tước xứ Joyeuse; ông là người hôn phối bí mật của dì cố Louise Adélaïde Marie Anne de Bourbon (1697–1741); Vợ của Louis de Melun là Armande de La Tour d'Auvergne — cháu gái lớn của Marie Anne Mancini. |                                             |  |  |  |  |  |  |  |  |                                   |  |  |  |
| |                                             |  |  |  |  |  |  |  |  | 8. Louis III, Thân vương xứ Condé |  |  |  |
| |                                             |  |  |  |  |  |  |  |  |                                   |  |  |  |
| |                                             |  |  |  |  |  |  |  |  |                                   |  |  |  |
| |                                             |  |  |  |  |  |  |  |  |                                   |  |  |  |
| | 4. Louis Henri, Công tước xứ Bourbon        |  |  |  |  |  |  |  |  |                                   |  |  |  |
| |                                             |  |  |  |  |  |  |  |  |                                   |  |  |  |
| |                                             |  |  |  |  |  |  |  |  |                                   |  |  |  |
| |                                             |  |  |  |  |  |  |  |  |                                   |  |  |  |
| | 9. Louise Françoise de Bourbon              |  |  |  |  |  |  |  |  |                                   |  |  |  |
| |                                             |  |  |  |  |  |  |  |  |                                   |  |  |  |
| |                                             |  |  |  |  |  |  |  |  |                                   |  |  |  |
| |                                             |  |  |  |  |  |  |  |  |                                   |  |  |  |
| | 2. Louis Joseph, Thân vương xứ Condé        |  |  |  |  |  |  |  |  |                                   |  |  |  |
| |                                             |  |  |  |  |  |  |  |  |                                   |  |  |  |
| |                                             |  |  |  |  |  |  |  |  |                                   |  |  |  |
| |                                             |  |  |  |  |  |  |  |  |                                   |  |  |  |
| | 10. Ernst II Leopold xứ Hessen-Rotenburg    |  |  |  |  |  |  |  |  |                                   |  |  |  |
| |                                             |  |  |  |  |  |  |  |  |                                   |  |  |  |
| |                                             |  |  |  |  |  |  |  |  |                                   |  |  |  |
| |                                             |  |  |  |  |  |  |  |  |                                   |  |  |  |
| | 5. Caroline xứ Hessen-Rotenburg             |  |  |  |  |  |  |  |  |                                   |  |  |  |
| |                                             |  |  |  |  |  |  |  |  |                                   |  |  |  |
| |                                             |  |  |  |  |  |  |  |  |                                   |  |  |  |
| |                                             |  |  |  |  |  |  |  |  |                                   |  |  |  |
| | 11. Eleonore of Löwenstein-Wertheim         |  |  |  |  |  |  |  |  |                                   |  |  |  |
| |                                             |  |  |  |  |  |  |  |  |                                   |  |  |  |
| |                                             |  |  |  |  |  |  |  |  |                                   |  |  |  |
| |                                             |  |  |  |  |  |  |  |  |                                   |  |  |  |
| | 1. Louis Henri de Bourbon                   |  |  |  |  |  |  |  |  |                                   |  |  |  |
| |                                             |  |  |  |  |  |  |  |  |                                   |  |  |  |
| |                                             |  |  |  |  |  |  |  |  |                                   |  |  |  |
| |                                             |  |  |  |  |  |  |  |  |                                   |  |  |  |
| | 12. Jules, Thân vương thứ 3 xứ Soubise      |  |  |  |  |  |  |  |  |                                   |  |  |  |
| |                                             |  |  |  |  |  |  |  |  |                                   |  |  |  |
| |                                             |  |  |  |  |  |  |  |  |                                   |  |  |  |
| |                                             |  |  |  |  |  |  |  |  |                                   |  |  |  |
| | 6. Charles, Thân vương xứ Soubise           |  |  |  |  |  |  |  |  |                                   |  |  |  |
| |                                             |  |  |  |  |  |  |  |  |                                   |  |  |  |
| |                                             |  |  |  |  |  |  |  |  |                                   |  |  |  |
| |                                             |  |  |  |  |  |  |  |  |                                   |  |  |  |
| | 13. Anne Julie de Melun                     |  |  |  |  |  |  |  |  |                                   |  |  |  |
| |                                             |  |  |  |  |  |  |  |  |                                   |  |  |  |
| |                                             |  |  |  |  |  |  |  |  |                                   |  |  |  |
| |                                             |  |  |  |  |  |  |  |  |                                   |  |  |  |
| | 3. Charlotte de Rohan                       |  |  |  |  |  |  |  |  |                                   |  |  |  |
| |                                             |  |  |  |  |  |  |  |  |                                   |  |  |  |
| |                                             |  |  |  |  |  |  |  |  |                                   |  |  |  |
| |                                             |  |  |  |  |  |  |  |  |                                   |  |  |  |
| | 14. Emmanuel Théodose de La Tour d'Auvergne |  |  |  |  |  |  |  |  |                                   |  |  |  |
| |                                             |  |  |  |  |  |  |  |  |                                   |  |  |  |
| |                                             |  |  |  |  |  |  |  |  |                                   |  |  |  |
| |                                             |  |  |  |  |  |  |  |  |                                   |  |  |  |
| | 7. Anne Marie Louise de La Tour d'Auvergne  |  |  |  |  |  |  |  |  |                                   |  |  |  |
| |                                             |  |  |  |  |  |  |  |  |                                   |  |  |  |
| |                                             |  |  |  |  |  |  |  |  |                                   |  |  |  |
| |                                             |  |  |  |  |  |  |  |  |                                   |  |  |  |
| | 15. Anne Marie Christiane de Simiane        |  |  |  |  |  |  |  |  |                                   |  |  |  |
| |                                             |  |  |  |  |  |  |  |  |                                   |  |  |  |
| |                                             |  |  |  |  |  |  |  |  |                                   |  |  |  |